# Quartier du Faubourg-Montmartre
Quartier du Faubourg-Montmartre är Paris 35:e administrativa distrikt, beläget i 9:e arrondissementet. Distriktet skapades år 1790 under franska revolutionen och hade då namnet Section du Faubourg-Montmartre.
9:e arrondissementet består även av distrikten Saint-Georges, Chaussée-d'Antin och Rochechouart.

## Kyrkobyggnader
- Saint-Eugène-Sainte-Cécile

## Profana byggnader
- Folies Bergère
- Théâtre Trévise
- Théâtre des Nouveautés
- Le Palace
- Max Linder Panorama
- Hôtel Drouot

## Övrigt
- Cité de Trévise med Fontaine Trévise

## Bilder
| - De fyra administrativa distrikten i Paris nionde arrondissement. - Cité de Trévise med Fontaine Trévise. - Folies Bergère. |

## Kommunikationer
- Tunnelbana – linje  – Cadet
- Tunnelbana – linje  – Le Peletier
- Tunnelbana – linjerna   – Richelieu–Drouot
- Busshållplats Provence – Faubourg Montmartre – Paris bussnät, linjerna 74 85